# Arthrosporella
Arthrosporella là một chi nấm trong họ Tricholomataceae. Đây là chi đơn loài chứa 1 loài Arthrosporella ditopa được tìm thấy ở Nam Mỹ. Chi này được nhà nấm học Rolf Singer miêu tả năm 1970.